# Cerepivka, Burîn
Cerepivka (în ucraineană Черепівка) este localitatea de reședință a comunei Cerepivka din raionul Burîn, regiunea Sumî, Ucraina.

## Demografie
Componența lingvistică a localității Cerepivka
     Ucraineană (99,33%)
     Alte limbi (0,56%)
Conform recensământului din 2001, majoritatea populației localității Cerepivka era vorbitoare de ucraineană (99,33%), existând în minoritate și vorbitori de alte limbi.